# Supermarine Spitfire

Plakat Biura Informacji Wojennej

Supermarine Spitfire – brytyjski jednomiejscowy myśliwiec zbudowany w wytwórni Supermarine w Southampton w Anglii. Spitfire w języku angielskim znaczy choleryk. Okazał się bardzo rozwojowym projektem i w różnych wersjach służył przez całą wojnę. Stał się jednym z najsłynniejszych używanych podczas II wojny światowej samolotów bojowych, na którym walczyli również Polacy.

## Historia
Spitfire (z ang. złośnik, choleryk) został zaprojektowany w wytwórni Supermarine przez znanego konstruktora głośnych w latach trzydziestych rekordowych wodnosamolotów, inż. Reginalda Josepha Mitchella. W 1931 Ministerstwo Lotnictwa wydało wymagania nr F7/30 na nowy samolot myśliwski. W odpowiedzi na to wytwórnia Supermarine opracowała maszynę oznaczoną jako Typ 224. Był to całkowicie metalowy dolnopłat, ze stałym podwoziem, napędzany najmocniejszym wtedy silnikiem Rolls Royce Goshawk z kondensacyjnym systemem chłodzenia na skrzydłach, który sprawiał duże problemy. Osiągi samolotu nie były lepsze od konkurentów. Maszynę tę w 1935 roku nazwano Spitfire. Konkurs wtedy wygrał i wszedł do produkcji Gloster Gladiator. W lecie 1934 roku rozpoczęto prace nad poprawą osiągów maszyny, maszynie w ten sposób powstałej nadano oznaczenie Typ 300. Postanowiono zastosować nowy silnik PV12, późniejszy Merlin. Podwozie miało być chowane, cieńsze skrzydło o eliptycznym obrysie i kabinę z owiewką oraz pracujące pokrycie. Na podstawie tak poprawionego projektu Ministerstwo Lotnictwa wydało nowe wymagania nr F37/34 i F10/35. Jeszcze w 1935 roku samolot miał mieć powierzchniowy system chłodzenia, ale zamieniono go na nowy typ chłodnicy.

## Wersje

### F.37/34 Prototyp K5054
Maszyna prototypowa. Napędzana silnikiem Rolls-Royce Merlin C o mocy 990 KM z dwułopatowym drewnianym śmigłem bez zmiany kąta nastawienia łopat. Maszyna była metalowa, ale powierzchnie sterowe były kryte płótnem. Oblatano go 5 marca 1936. Początkowo prędkość maksymalna nie przekraczała 540 km/h, czyli była prawie taka sama jak u Hawker Hurricane, ale po zmianie śmigła osiągnięto 560 km/h. Ponieważ podwozie było po schowaniu całkowicie zakryte, a dodatkowe osłony podwozia sprawiały problem usunięto je. Samolot ten podlegał licznym modyfikacjom i testom. Rozbił się 4 września 1939 roku.

### Mk I – Typ 300
W 1937 przystąpiono do produkcji wersji seryjnej Spitfire Mk I. Bazowała ona ma maszynie prototypowej. Wzmocniono w niej konstrukcję skrzydła, zwiększono zapas paliwa oraz zmodyfikowano kąt wychylenia klap. Napęd stanowił silnik Rolls-Royce Merlin II o mocy 1030 KM oraz dwułopatowe drewniane śmigło, takie samo jak w prototypie. Silnik ten, w porównaniu do silnika głównego przeciwnika, czyli silnika Daimler-Benz DB601 w Messerschmitt Bf109E, miał jedną podstawową wadę, ze względu na konstrukcję gaźnika, nie mógł pracować przy ujemnych przeciążeniach, co z kolei odbijało się na zdolnościach manewrowych samolotu. Podpisano kontrakt na produkcję 1000 samolotów. Pierwszy seryjny egzemplarz oblatano 15 maja 1938 roku. Do końca października 1939 zamówiono łącznie 4000 egzemplarzy. Jeden samolot tego typu zakupiła w celach badawczych i porównawczych także Polska. Maszyna wysłana w sierpniu 1939 nigdy jednak do Polski nie dotarła. Już na początku produkcji zamiast ręcznego chowania podwozia wprowadzono mechanizm chowania elektryczny i zmieniono rozrusznik. Od 78 wyprodukowanego egzemplarza w samolotach Spitfire zaczęto stosować trójłopatowe, metalowe śmigła deHavilland, o zmiennym skoku. A od 175 egzemplarza silniki Rolls-Royce Merlin III o tej samej mocy, które mogły napędzać trójłopatowe śmigła deHavilland albo Rotol. Oba śmigła poprawiły osiągi maszyny, a maszyny ze śmigłem Rotol dodatkowo miały lepsze wznoszenie niż ze śmigłem deHavilland. Podczas produkcji samolotów Spitfire wprowadzono wypukłą osłonę kabiny, co bardzo poprawiło widoczność i komfort pilota. Dodano także szybę pancerną z przodu osłony kabiny i płytę stalową chroniącą tył głowy i barki pilota oraz aparaturę IFF, rozpoznania swój-obcy. Wytwarzano dwie odmiany wersji Mk I ze względu na dwa typy stosowanych skrzydeł. Odmiana Mk IA miała skrzydła typu A które pozwalały na uzbrojenie maszyny w 8 karabinów maszynowych Browning 7,7 mm z zapasem 300 pocisków na km. Odmianę Mk IB miała typ skrzydła B, w której uzbrojenie stanowiło 2 działka 20 mm (zapas 60 sztuk amunicji na działko) i 4 karabiny 7,7 mm (zapas 350 sztuk na km). Ogółem wyprodukowano 1566 samolotów Spitfire Mk I, z których 30 przebudowano na wersję IB.

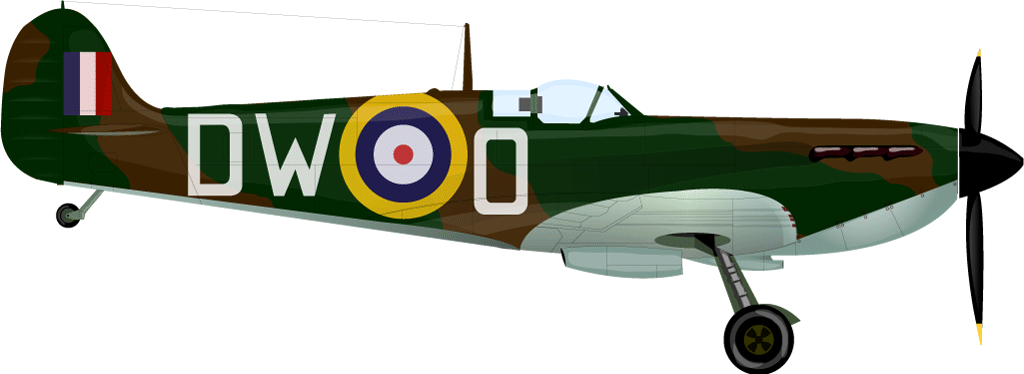
Supermarine Spitfire Mk IA dywizjonu 610, z bazą w Biggin Hill

Jeszcze w 1939 roku zaproponowano stworzenie rozpoznawczej wersji samolotu poprzez usunięcie uzbrojenia oraz zamontowanie aparatów fotograficznych i trzykrotne zwiększenie zapasów paliwa. Już na jesieni 1939 roku w paru maszynach wersji Mk I usunięto 2 wewnętrzne km i tam zamontowano aparaty, oznaczono je jako PR Mk IA. Poza tym maszyny były identyczne z myśliwcami. W styczniu 1940 dokonano następnej modyfikacji, za pilotem zamiast balastu umieszczono zbiornik z paliwem. Te maszyny oznaczono jako PR Mk IB. Następnie powstała wersja PR Mk IC z dodatkowym zbiornikiem paliwa pod lewym skrzydłem i owiewką z aparatami pod prawym. Następna wersja PR.ID miała już zbiorniki paliwa w krawędziach skrzydeł i aparaty za kabiną pilota. Wersja PR.IE miała dodatkowe aparaty w owiewce pod skrzydłem i mogła robić zdjęcia z małej wysokości. Wersja PR.IF miała dodatkowy zbiornik za kabiną pilota i dwa zbiorniki pod skrzydłami. Do tego standardu przebudowano wszystkie maszyny wersji B i C. Wersja PR.IG była oparta na wersji E, ale zachowała uzbrojenie z 8 km oraz opancerzony wiatrochron.
Od połowy lipca do końca października 1940 roku Spitfire’y Mk I walczyły nad niebem Anglii z Messerschmittami Bf 109 i Bf 110 o panowanie na niebie Anglii. Pomagali im też piloci Hurricane’ów Mk I, których było w RAF o 3/4 więcej niż Spitfire’ów (chodzi o późne lato 1940 roku). Głównym zadaniem Spitfire’ów było ściąganie na siebie eskorty myśliwskiej (gdyż były szybsze od Hurricane’ów), tak aby Hurricane’y mogły bez przeszkód atakować bombowce Do 17, He 111, Ju 87 i Ju 88.

### Mk II – Typ 329

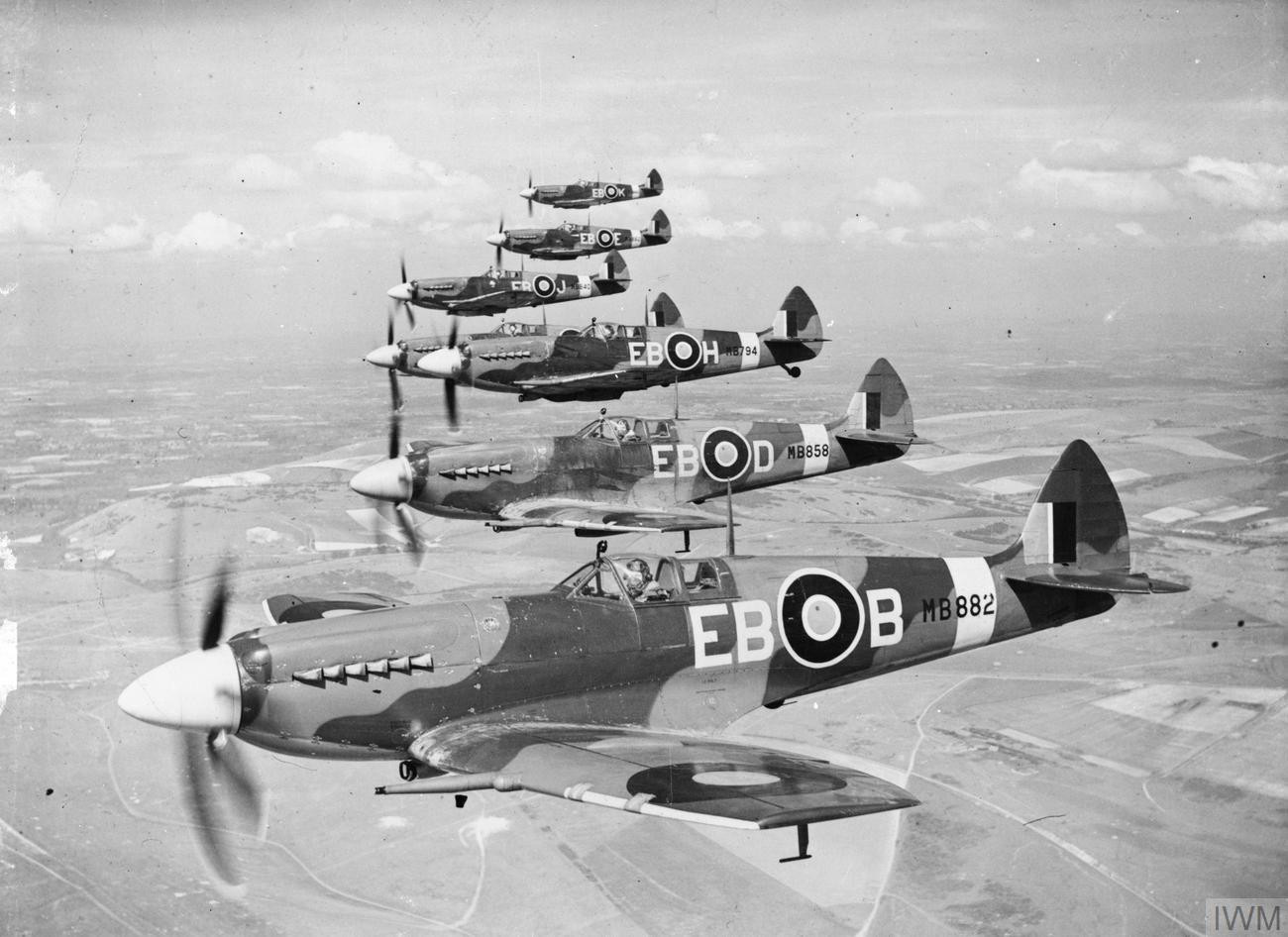
Samoloty Spitfire Mk XII należące do 41 Dywizjonu RAF w locie w połowie 1943 r.

W 1940 pojawiła się wersja Mk II napędzana dwunastocylindrowym widlastym silnikiem tłokowym Merlin XII. Silnik wyposażono w mechaniczną sprężarkę (kompresor) z regulacją ciśnienia doładowania o mocy 1175 KM. Spitfire'a Mk II wyposażono w trójłopatowe śmigło o zmiennym skoku typu de Havilland lub Rotol. Dzięki temu prędkość maksymalna maszyny wzrosła o 28 km/h, wzrosła również prędkość wznoszenia. Zależnie od konstrukcji płata i zamontowanego w nim uzbrojenia wytwarzano dwie odmiany: A i B.
Samolot Spitfire był zaprojektowany jako maszyna przechwytująca i nie miał dużego zasięgu działania. Kiedy RAF rozpoczął intensywne działania nad Europą w 1941, pojawiła się potrzeba wydłużenia zasięgu maszyny. W związku z tym przebudowano 60 maszyn wersji Mk IIA, przystosowując je do przenoszenia pod skrzydłami dodatkowych zbiorników z paliwem o pojemności 136l (30 galonów). Oznaczono je jako Mk IIa LR (long range) i wykorzystywano do marca 1942 roku. Prędkość maksymalna tych maszyn spadła do 553 km/h.
Niewielką liczbę Spitfire Mk II używaną w ratownictwie morskim w 1943 roku oznaczono jako Mk IIC. Były one uzbrojone w 2 działka 20 mm i 4 km 7,7 mm, a ponadto dodano w nich zaczepy do przenoszenia bomb dymnych, służących do oznaczania miejsc z rozbitkami. Ponadto w kadłubie wygospodarowano miejsce na nadmuchiwaną łódź i pakiet ratunkowy z flarami, które mogli wykorzystywać sami piloci w razie zestrzelenia czy awarii lub mogły być zrzucane rozbitkom.
Łącznie w wersji Mk II zbudowano 920 samolotów, w tym 751 w wersji Mk IIA. Maszyny te szybko zastąpiły w jednostkach bojowych wersję Mk I, którą odesłano do jednostek treningowych.
Do brytyjskich dywizjonów myśliwskich samoloty Spitfire Mk I zaczęto przekazywać od czerwca 1938, w wersji Mk II od połowy 1940 roku.

### Mk III – Typ 348
Wersja Mk III miała zmienioną i wzmocnioną konstrukcję. Wzmocniono podwozie główne, które teraz miało klapy całkowicie je zakrywające po schowaniu oraz zastosowano całkowicie chowane kółko ogonowe oraz grubsze opancerzenie o masie 40 kg. Zastosowano silnik Merlin XX o mocy 1390 KM z dwubiegową sprężarką oraz nowe śmigło. Obcięto końcówki skrzydła, co zmniejszyło rozpiętość do 9,3 m i powierzchnię nośną do 20,4 m.kw., ale poprawiło szybkość wykonywania beczki. Szybę pancerną montowaną dotychczas na zewnątrz, na wiatrochronie, przeniesiono do środka kabiny i zintegrowano z wiatrochronem, co poprawiło widoczność. Opracowano całkiem nowe skrzydło, typ C, bardziej uniwersalne, w którym można było montować albo 8 km 7,7 mm albo 2 działka 20 mm i 4 km 7,7 mm albo 4 działka 20 mm. Zbudowano tylko jeden prototyp, przebudowany z wersji Mk I, oblatany 16 marca 1940 roku, anulowano zamówienie na 1000 sztuk. Wystąpiły braki w dostawach silnika Merlin XX z uwagi na priorytet dla Hurricane Mk II, a ponadto Rolls Royce opracował kolejny wariant silnika Merlin 45, który mógł być montowany na płatowcach wersji Mk I i II, co dało w rezultacie wersję Mk V, podczas gdy produkcja wersji Mk III wymagała zmian w zakładach produkcyjnych z powodu zmienionej konstrukcji. Zmiany wypróbowane na tej wersji, nie poszły na marne i zastosowano je potem w innych wersjach. Konstrukcję płatowca wykorzystano przy pracach nad wersjami Mk VII i VIII, a skrzydło typu C już w wersji Mk V.

### Mk IV – Typ 353

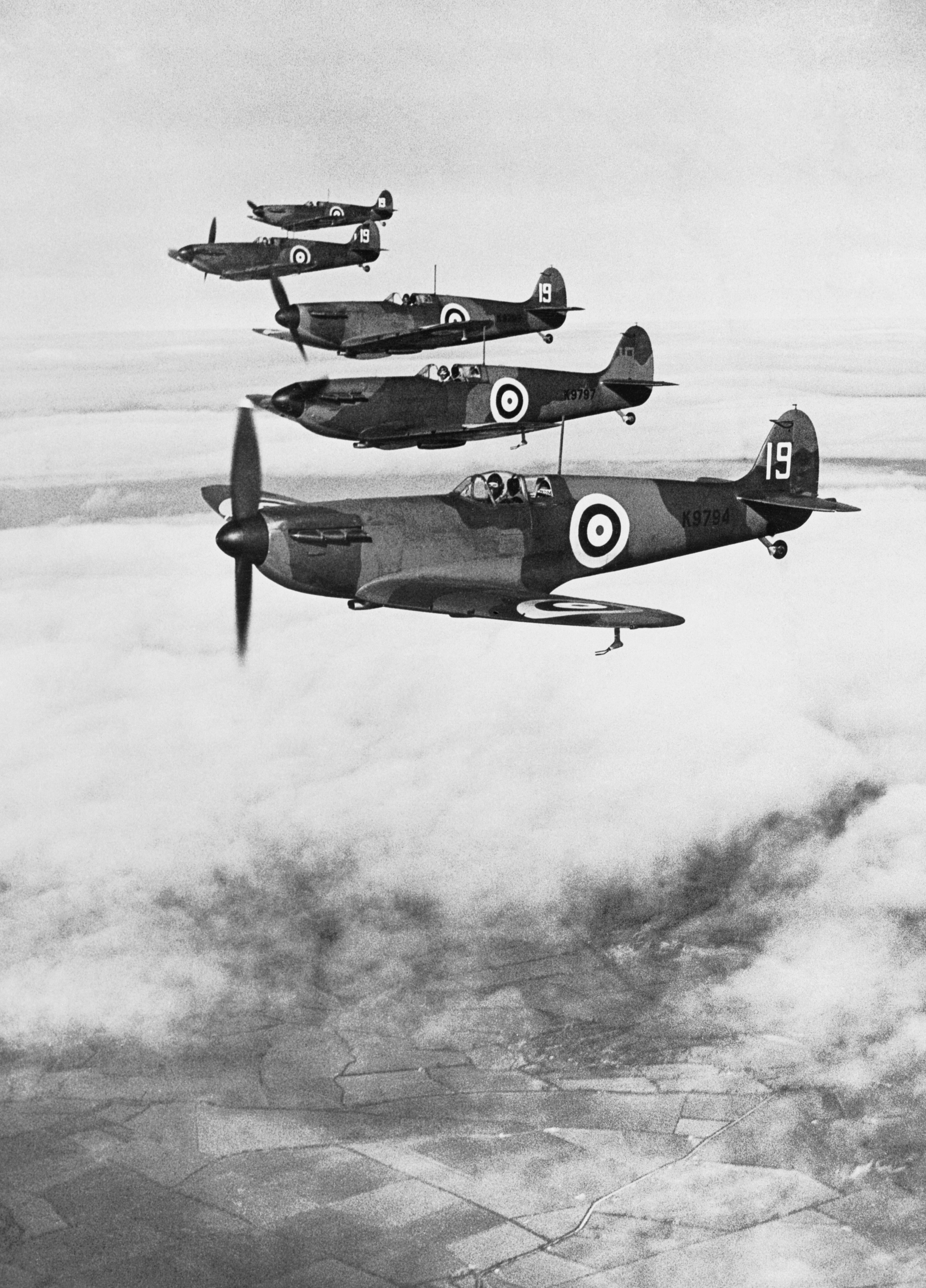
Spitfire Mk IA z 19 Dywizjonu RAF

Planowano również uruchomienie produkcji wersji Mk IV bazującej na płatowcu wersji Mk III, ale z silnikiem Griffon o mocy 1500 KM. Uzbrojenie miało stanowić aż 6 działek. Z powodu przystąpienia do produkcji wielkoseryjnej wersji Mk V od zamiaru produkcji wersji z silnikiem Griffon jednak chwilowo odstąpiono i potem powrócono w wersji XII.
Oznaczenie Mk IV ostatecznie nosiły samoloty rozpoznania fotograficznego powstałe z przebudowy wersji Mk V. W sumie w 1941 powstało 229 egzemplarzy tego rodzaju samolotów oznaczonych PR Mk IV, znanych również pod nazwą Spitfire D. Napędzane były silnikami Merlin 45 lub 46. Maszyny nie były uzbrojone, a w to miejsce w skrzydłach zamontowano dodatkowe zbiorniki paliwa o pojemności aż 518 litrów (118 galonów). Ten typ skrzydła oznaczano literą D. Dzięki temu maszyny te miały zasięg aż 3220 km, co pozwalało im wykonywać lot aż do Szczecina. Weszły do służby w październiku 1940 roku. Zbudowano 229 sztuk tej wersji.

### Mk V – Typ 349
Pod koniec 1940 roku, piloci latający na wersji Mk II zaczęli spotykać nową wersję Messerschmitta Bf 109F, która przewyższała wersję Mk II pod każdym względem, w tym w osiągach na dużych wysokościach. Ponieważ wersja Mk IV z silnikiem Griffon nie była gotowa do produkcji, z uwagi na problemy z silnikiem, a wersja Mk III, nie weszła do produkcji ze względu na braki w dostawach silnika Merlin XX, postanowiono szukać tymczasowego środka zaradczego. W tym czasie firma Rolls-Royce opracowała kolejną wersję silnika Merlin 45, która mogła być z łatwością zamontowana na płatowcach wersji Mk I lub II. Postanowiono więc tak zrobić i w styczniu 1941 roku, na płatowcu wersji Mk II wzmocniono konstrukcję łoża silnika i zamontowano silnik Merlin 45 o mocy startowej 1440 KM (później stosowano jego odmianę Merlin 46, 50 i 50A). Silnik ten miał nową jednostopniową sprężarkę, która poprawiła osiągi maszyny na dużych wysokościach. Nowy silnik pozwalał osiągać większą prędkość maksymalną oraz prędkość wznoszenia. Wprowadzono też metalowe pokrycie lotek, zamiast jak w poprzednich wersjach z płótna, poprzez co zmniejszyły się siły potrzebne do sterowania maszyną. Dzięki tym zmianom samolot okazał się co najmniej równorzędnym przeciwnikiem dla nowej wersji Bf 109F i miał porównywalne osiągi z wersją Mk III. W marcu 1941 roku postanowiono rozpocząć produkcję seryjną tak zmodyfikowanej maszyny. Początkowo stosowano dwa typy skrzydeł, na których można było montować różne uzbrojenie, stąd powstały dwie podwersje: Mk Va (skrzydło typ A) – 8 km kal. 7,7 mm i Mk Vb (skrzydło typ B) – 2 działka 20 mm i 4 km 7,7 mm. Od października 1941 roku zaczęto stosować całkiem nowe skrzydło typ C (pierwotnie opracowane dla wersji Mk III), w podwersji Vc, w której wzmocniono główny dźwigar oraz przesunięto go do przodu o 2 cale (5,08 cm). Można było w tym typie stosować różne warianty uzbrojenia: 4 działka 20 mm albo kombinacje uzbrojenia z typu A lub B. W praktyce stosowano 2 działka kal. 20 mm, ale z zapasem 120 sztuk na każde działko oraz 4 km z zapasem 350 na km. Ponadto można było pod każdym skrzydłem podwieszać bombę o masie do 113 kg. Łącznie wyprodukowano 6478 maszyn tej wersji (od wiosny 1941 roku), 94 jako Va, 3923 jako Vb i 2447 jako Vc.
W części maszyn pod nosem zamontowano filtry na wlocie powietrza do gaźnika, przystosowując maszyny do działań w warunkach pustynnych (Afryka Północna), co powodowało jednak spadek osiągów maszyny. Od sierpnia 1941 roku pojawił się Focke-Wulf Fw 190, który przewyższał wersję Mk V osiągami. Aby chociaż częściowo zrekompensować jego przewagę, zaczęto montować na tej wersji silniki Merlin serii 50, z nowym membranowym gaźnikiem, dzięki któremu można było w końcu wykonywać manewry przy ujemnych przeciążeniach. Ponadto opracowano odmianę M silnika (Merlin 45M, 50M i 55M), która miała mniejszą sprężarkę, lepiej spisująca się na małych wysokościach oraz usunięto końcówki skrzydeł, co poprawiło osiągi i zwrotność. Tak zmodyfikowane maszyny oznaczono LF Mk V. Standardową wersję oznaczono od tej pory jako F Mk V.

### Mk VI – Typ 350
Wersja ta była wysokościowym myśliwcem do zwalczania niemieckich maszyn dysponujących dużym pułapem operacyjnym. Napęd stanowił silnik Merlin 45 lub 46 z czterołopatowym śmigłem Rotol o średnicy 3,27 m. Skrzydła miały zwiększoną rozpiętość przez wydłużenie końcówek (typ skrzydła B). Kabinę ciśnieniową uzyskano uszczelniając przednią i tylną przegrodę. Wszelkie linki sterujące i kable elektryczne wyprowadzono przez specjalne, gumowe uszczelniacze. Ponadto zlikwidowano drzwiczki wejściowe w burcie kadłuba oraz zmieniono sposób zamykania osłony kabiny – zakładano ją od góry i mocowano od zewnątrz. W locie można było ją otworzyć tylko przez odrzucenie. Powietrze tłoczyła do kabiny sprężarka, zamontowana z boku silnika. W maszynach produkowanych od końca 1942 roku, w celu uzyskania poprawy osiągów na dużych wysokościach, wprowadzono instalację wtrysku ciekłego tlenu do silnika, była ona jednak bardzo wrażliwa na ogień przeciwnika. Zbudowano tylko 100 egzemplarzy, wobec przejęcia zadań wysokościowych przez wersję Mk IX.

### Mk VII – Typ 351

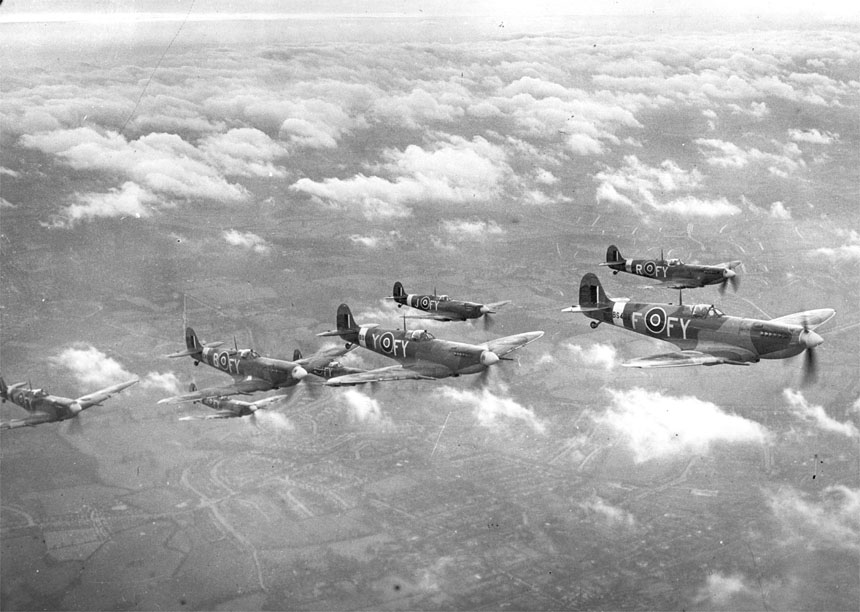
Formacja Spitfire’ów Mk V w 1943 r.

Była to też wersja wysokościowa. Była też pierwszą wersją, na której zastosowano silnik Merlin serii 60 (konkretnie Merlin 61 lub 64), który miał dwustopniową, dwubiegową sprężarkę, zdecydowanie poprawiającą osiągi na dużych wysokościach. Z uwagi na nową wersję silnika zmieniono system chłodzenia, wprowadzając dwie chłodnice pod każdym skrzydłem, przez co uległa likwidacji wizualna asymetria w wyglądzie. W wersji tej wzmocniono konstrukcję kadłuba, który z uwagi na dłuższy silnik uległ wydłużeniu, zmieniono filtr powietrza do gaźnika na nowy oraz dodano w skrzydłach dwa dodatkowe zbiorniki paliwa. Wersja ta miała ciśnieniową kabinę typu „Lobelle”, w której powrócono do sposobu zamykania kabiny znanego z wersji Mk I do V, czyli osłona była odsuwana do tyłu i powrócono do drzwiczek ułatwiających wsiadanie i wysiadanie. Hermetyczność uzyskiwano dzięki podwójnym szybom i gumowym nadmuchiwanym uszczelkom. Po prawej stronie silnika zamontowano kompresor do nadmuchu powietrza do kabiny. Zastosowano skrzydło typu C, zwiększono jego rozpiętość do 12,2 m oraz wprowadzono chowane kółko ogonowe. W ostatnich maszynach zrezygnowano jednak z kabiny ciśnieniowej i wprowadzono osłonę kabiny odsuwaną do tyłu oraz powrócono do krótszego skrzydła o normalnych zaokrąglonych końcówkach. Zbudowano 140 maszyn tej wersji, ponieważ maszyny te ustępowały jednak osiągami na dużych wysokościach dodatkowo odciążonym maszynom Mk IX. W ostatniej wyprodukowanej maszynie zastosowano silnik Merlin 71, co jeszcze bardziej poprawiło osiągi na dużych wysokościach. Osiągnęła pułap aż 13 475 m.

### Mk VIII – Typ 360

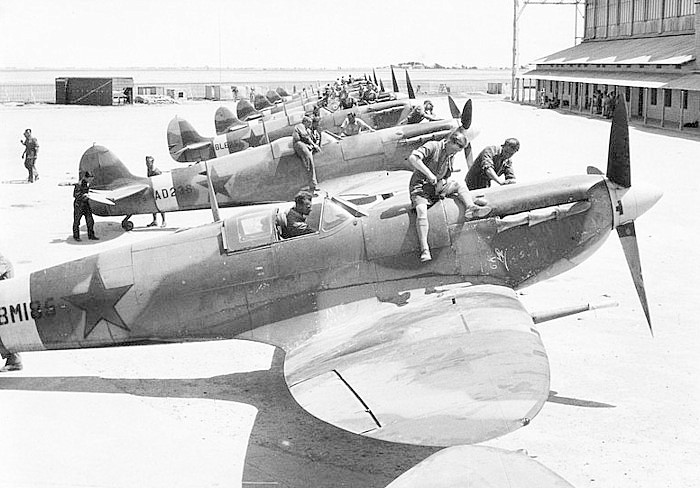
Samoloty Spitfire w barwach Radzieckich Sił Powietrznych na lotnisku

W 1941 roku, rozpoczęto prace nad zastosowaniem w Spitfire nowej odmiany silnika Merlin 61 z dwustopniową, dwubiegową sprężarką. Silnik ten w sierpniu 1941 roku zabudowano na jednym egzemplarzy wersji Mk III (N3297). Testy potwierdzały wzrost osiągów maszyny, pozwalający na uzyskanie przewagi nad FW190. Ponieważ jednak należało dopracować konstrukcję płatowca, co doprowadziło do powstania wersji Mk VII i Mk VIII, jako środek zaradczy, tymczasowy, postanowiono zabudować na płatowcu wersji Mk V silnik Merlin 60 i budować tę wersję jako Mk IX, do czasu zakończenia prac nad wersją definitywną Mk VIII.
W wersji Mk VIII zrezygnowano z ciśnieniowej kabiny pilota. Zwiększono zapas paliwa, powiększając zbiornik paliwa w kadłubie do 96 galonów (436 litrów) oraz dodano w każdym skrzydle zbiornik o pojemności 14 galonów (ok. 64 litrów). Tak jak w wersji Mk VII, kółko ogonowe było wciągane do kadłuba, długość maszyny w związku z nowym silnikiem uległa wydłużeniu i zastosowano nowy system chłodzenia z dwiema chłodnicami pod skrzydłami. Zastosowano też skrzydło typu C, z 2 działkami 20 mm i 4 km 7,7 mm. Ponadto mogła ona przenosić jedną bombę 226 kg pod kadłubem albo 2 (do 113 kg) pod skrzydłami. Napęd stanowił silnik Merlin 61 o mocy 1565 KM albo Merlin 63 o mocy 1710 KM, z 4-łopatowym śmigłem. Część pierwszych wyprodukowanych maszyn miała zwiększoną rozpiętość skrzydeł. Późne egzemplarze tej wersji miały powiększony ster kierunku jak Mk IX. Produkowana była, oprócz wersji podstawowej jeszcze w dwóch odmianach: LF Mk VIII napędzana silnikiem Merlin 66 (1705 KM), przeznaczona do operowania na mniejszych wysokościach i HF Mk VIII z silnikiem Merlin 70 (1655 KM), do operowania na większych wysokościach. Ostatnie serie tej wersji przebudowano obniżając kadłub za kabiną i montując kroplową osłonę kabiny, co radykalnie poprawiło widoczność do tyłu. Wersja ta miała stać się główną wersją w produkcji Spitfire, ale tak się nie stało ze względu na sukces wersji Mk IX. Zbudowano 1652 sztuk. Pierwsze egzemplarze wyprodukowano już w listopadzie 1942 roku, ale pierwszy dywizjon wyposażono w nią dopiero w czerwcu 1943 roku.

### Mk IX – Typ 361
W sierpniu 1941 roku pojawił się Focke-Wulf Fw 190 i okazało się, że jest lepszy od maszyn wersji Mk V. Straty RAF wzrosły tak bardzo, że w listopadzie 1941 roku zawieszono nawet wykonywanie dużej części operacji nad kontynentem. Podobnie było kiedy w marcu 1942 ponownie wznowiono loty. Pilnym stało się więc znalezienie maszyny mogącej stawić mu czoła.

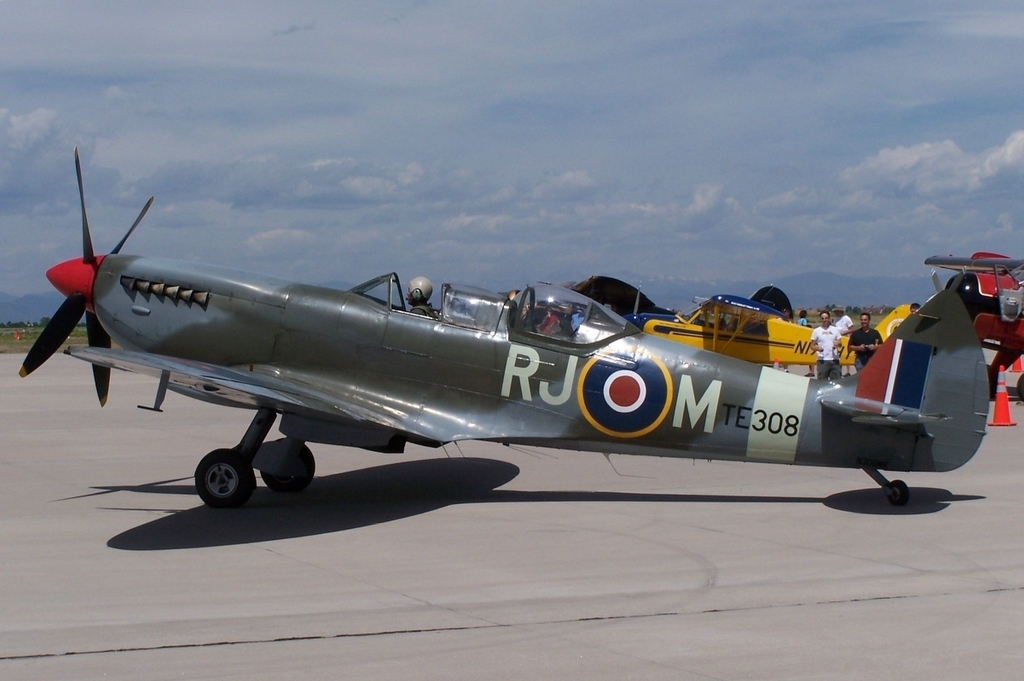
Supermarine Spitfire Mk IX

Ponieważ aby wprowadzić wersje Mk VII i VIII do produkcji, wobec zmian w konstrukcji, należało dokonać dość poważnych zmian linii produkcyjnych, postanowiono szukać tymczasowego środka zastępczego. Postanowiono zamontować na płatowcu wersji Mk V ten sam silnik co w wersji Mk VII i VIII, z jak najmniejszą liczbą zmian. Zabudowano więc na dwóch płatowcach wersji Mk VC silnik Merlin 61 z 4-łopatowym śmigłem, po wzmocnieniu łoża silnika. Zmiana okazała się tak dobra, że postanowiono rozpocząć produkcję seryjną natychmiast. Maszyna była szybsza od wersji Mk V o 64 km/h, na 1219 metrów wznosiła się w 1 minutę, a pułap wzrósł z 11 034 do 13 106 m. Pełna produkcja rozpoczęła się w czerwcu 1942 roku, a maszyny trafiły do jednostki bojowej już w następnym miesiącu. Wyprodukowano łącznie, razem z siostrzaną wersją Mk XVI, 7180 maszyn tej wersji. Z testów ze zdobycznym FW190 wynikało, że maszyny te są równorzędnym dla siebie przeciwnikiem.
Od wiosny 1943 zaczęto montować na Mk IX, zamiast silnika Merlin 61, nowe jego wersje Merlin 63, 66 i 70, które miały m.in. tryb bojowy, pozwalający na 5 minut, poprzez zwiększenie doładowania silnika, zwiększyć znacznie jego moc, co mogło np. pozwolić oderwać się od przeciwnika. Silnik Merlin 66 był zoptymalizowany do działań na niższych wysokościach niż Merlin 61 i 63. Maszyny te oznaczono jako Mk IXB, a maszyny z poprzednimi wersjami silnika, jako Mk IXA. Pod koniec 1943 zmieniono oznaczenia i maszyny z silnikami Merlin 61 i 63 oznaczono jako F.IXC (łącznie zbudowano 1255 maszyn tej odmiany), z silnikiem Merlin 66 jako LF.IXC (najliczniej produkowana odmiana, 4010 maszyn), a z silnikiem Merlin 70, zoptymalizowanym do działań na dużych wysokościach, HF.IXC (410 sztuk). Wszystkie produkowane w tym czasie maszyny wersji IX miały skrzydło typu C z 2 działkami 20 mm i 4 km 7,7 mm.

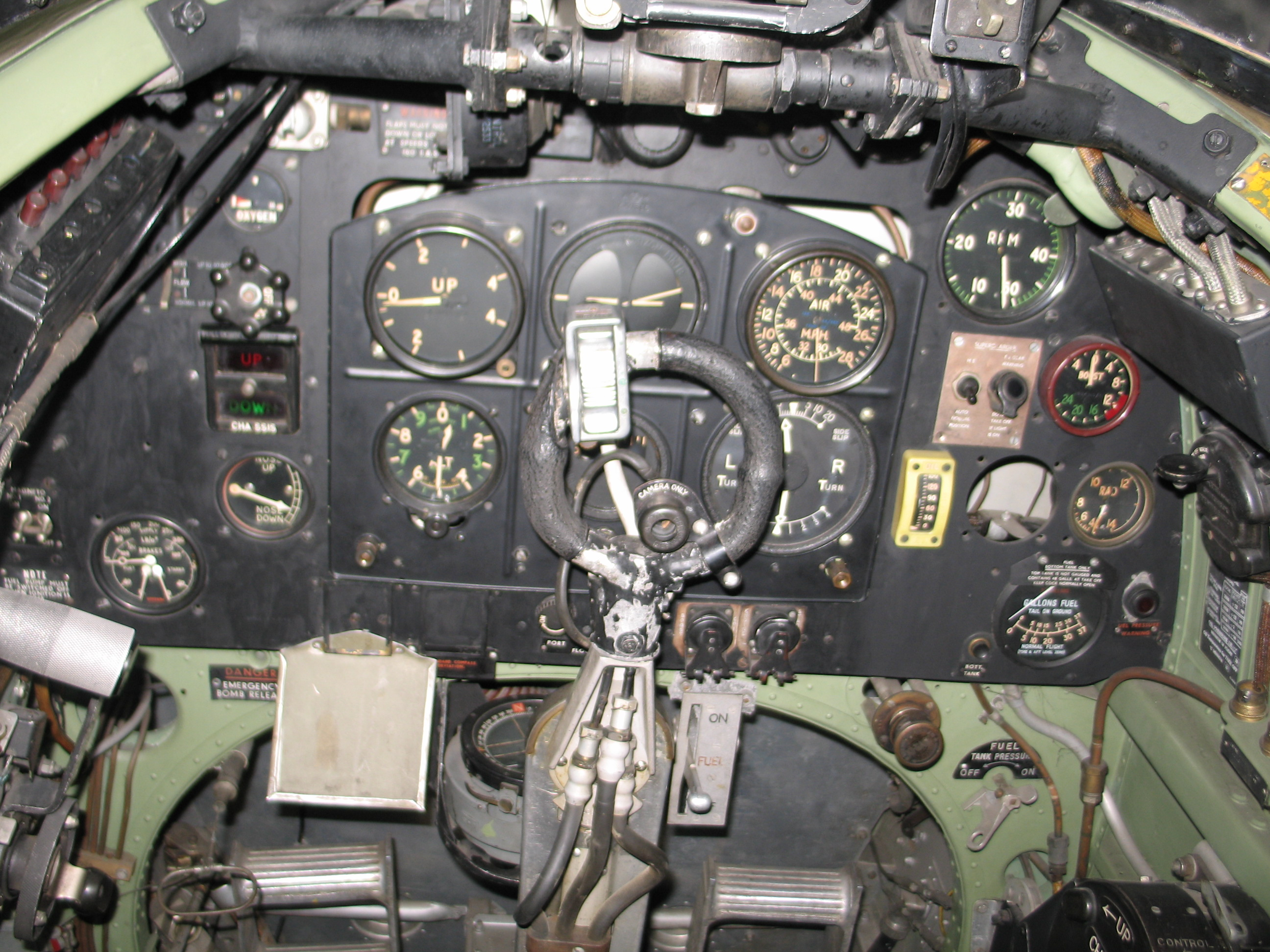
Kokpit Supermarine Spitfire Mk IX

Od lata 1944 roku na wersji Mk IX wprowadzono następujące modyfikacje:
- nowy celownik żyroskopowy Mk II, który wprowadzał automatycznie poprawki do celowania, przez co dwukrotnie wzrosła jego efektywność, co przełożyło się na skuteczność w walce,
- nowy typ skrzydła E, który przyniósł zmianę uzbrojenia z uwagi na przesunięcie na zewnątrz działek, a w ich miejsce zamontowano po 1 km kal 12,7, które były znacznie skuteczniejsze niż km kal. 7,7 mm, zarówno w walce powietrznej, jak też w atakowaniu celów naziemnych; część maszyn miała obcięte końcówki skrzydła,
- dwa dodatkowe zbiorniki paliwa w tyle kadłuba, górny o pojemności 41 galonów (186 litrów) i dolny 34 galony (155 litrów), co pozwalało zwiększyć zasięg aż o 1770 km, kosztem jednak zwrotności,
- powiększony ster kierunkowy i obniżony tył kadłuba z kroplową osłoną kabiny, jak w ostatnich seriach wersji Mk VIII, w związku z obniżeniem kadłuba zmniejszeniu uległa pojemność zbiorników paliwa w tyle kadłuba, łącznie do 66 galonów (300 litrów).

Żadna z tych zmian nie spowodowała jednak zmiany oznaczeń.

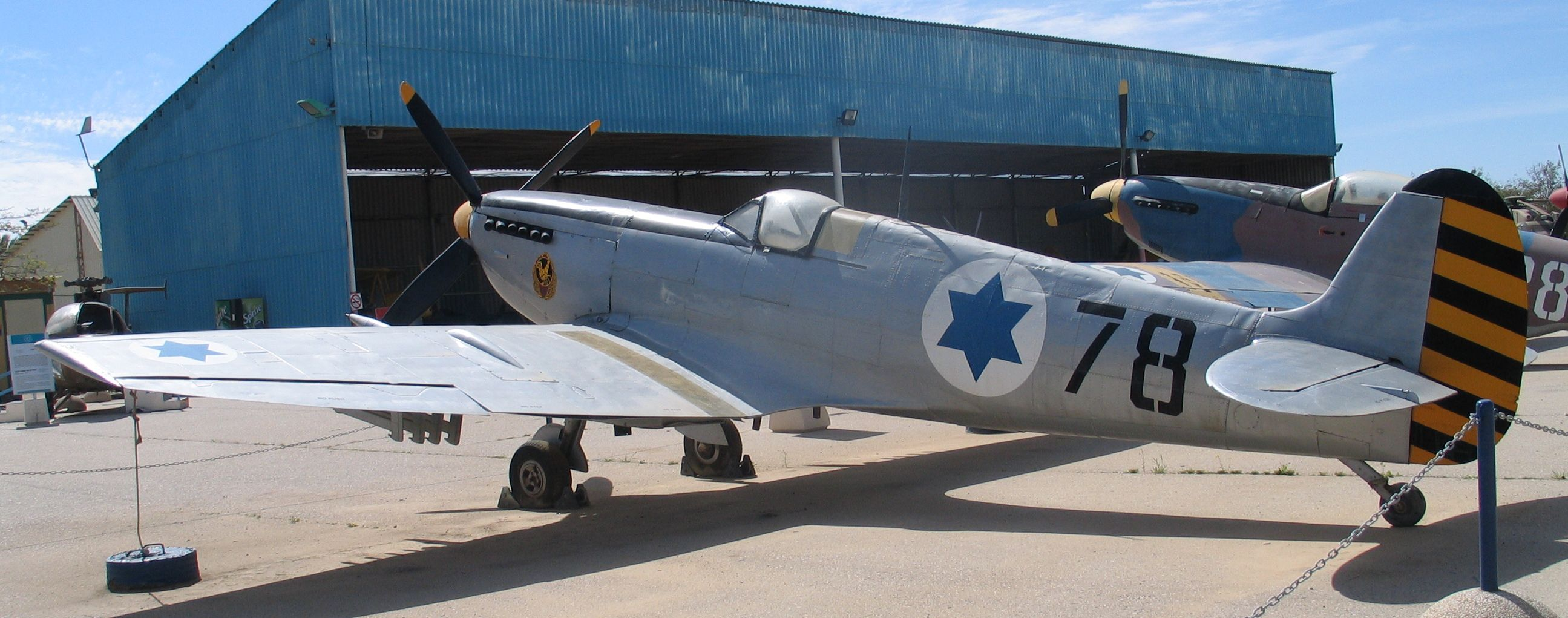
Supermarine Spitfire Mk IX armii izraelskiej

W 1946 roku Izrael zakupił w Czechosłowacji 58 szt. Spitfire LF.Mk IXE. W ramach operacji Velvetta przetransportowano te maszyny z Kunovic do izraelskiej bazy lotniczej Ekron. W czasie operacji 6 samolotów uległo zniszczeniu, lądując przymusowo w Jugosławii, zanim uzyskano zgodę na tankowanie w Titogradzie. W sumie do Izraela dotarły 52 maszyny. Izraelscy lotnicy woleli latać na Spitfire’ach aniżeli na Avia S-199 i dlatego odbudowali wybrakowane brytyjskie i uszkodzone egipskie Spitfire’y, uzyskując w ten sposób kolejne 5 maszyn. W latach 1950–1951 Izrael przejął 50 szt. LF.Mk IX z Włoch i po przeprowadzeniu remontu sprzedał 30 szt. do Birmy, po czym rozpoczęto przezbrajanie wojsk powietrznych na samoloty odrzutowe.

### PR.IX
Dla celów rozpoznawczych w listopadzie 1942 roku przerobiono 15 maszyn wersji Mk IX, usuwając całe uzbrojenie i montując w tyle kadłuba aparaturę fotograficzną. Oznaczono ją jako PR.IX.

### FR.IX
W 1944 na niewielkiej liczbie maszyn wersji Mk IX zamontowano pojedynczy aparat fotograficzny F.24, nie usunięto jednak uzbrojenia i oznaczono je jako FR.IX. Maszyny wykorzystywano do rozpoznania z małych wysokości na froncie włoskim (m.in. przez polski 318. dywizjon) i zachodnioeuropejskim.

### Type 509-Tr 9
Treningowa wersja dwumiejscowa powstała po wojnie i oparta konstrukcyjnie na Mk.IX. Pierwszy prototyp jednak powstał z przebudowy Mk VIII MT818 w macierzystej wytwórni Supermarine i dostał cywilną rejestrację G-AIDN. Przednią kabine ucznia przesunięto do przodu zmniejszając pojemność zbiorników paliwa, a tylną instruktorską wstawiono wyżej i okryto nową większą osłoną kroplową. RAF nie złożył zamówienia a wszystkie 26 maszyn opartych na przebudowanych Spitfire IX trafiły do odbiorców zagranicznych. Ich liczba się zwiększa gdyż obecnie restaurowane, zachowane bądź odbudowywane maszyny są modyfikowane na dwumiejscowe wg oryginalnego projektu.
UTI.IX, Mk IX UTI
Sowiecka modyfikacja niewielkiej liczby maszyn Spitfire LF.IX (1185 samolotów) z 1944 roku dostarczonych w ramach Lend-Lease do celów szkolno-treningowych, oraz zwalczania wysokościowych samolotów zwiadowczych Luftwaffe. W wersjach treningowych drugą, instruktorską kabinę wstawiono z tyłu kadłuba korzystając z kompletów części zapasowych i okryto standardową osłoną Malcom Hood. Oryginalnie nie zachował się ani jeden tak zmodyfikowany samolot, ale korzystając z pomysłu kilka współcześnie latających maszyn jest zmodyfikowane w taki sam sposób.

### PR.X – Typ 362
Wersja rozpoznawcza powstała w 1944 roku, już po wersji PR.XI, przez zamontowanie do kadłubów wersji Mk VII skrzydeł z wersji PR.XI. Usunięto całe uzbrojenie, ale pozostawiono kabinę ciśnieniową typu „Lobelle”, czyli odsuwaną do tyłu. Napęd stanowił silnik Merlin 77. W skrzydłach, w miejsce uzbrojenia, zamontowano 2 zbiorniki paliwa po 302 litry. Nie była przystosowana do działania w warunkach tropikalnych. Powstało w ten sposób 16 maszyn. Wykorzystywana była do rozpoznania z dużych wysokości. Wprowadzona do jednostek w maju 1944 roku a wycofana we wrześniu 1945 roku.

### PR.XI – Typ 365

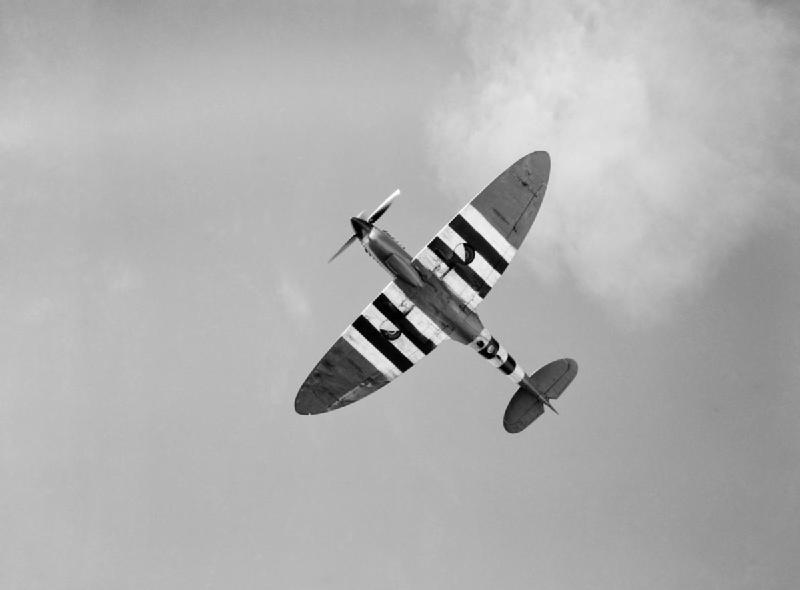
Supermarine Spitfire Mk XI w czasie lotu nad Normandią w lipcu 1944 roku

Wersja rozpoznawcza powstała na bazie wersji Mk IX. Pozbawiona uzbrojenia i w to miejsce, poprzez uszczelnianie płata, stworzenie integralnego kesonu, powstały dodatkowe zbiorniki paliwa. Z tyłu kadłuba zamontowano uniwersalny uchwyt na aparaty, co pozwalało montować je w różnych kombinacjach, zależnie od potrzeb. Napędzana silnikiem Merlin 61, 63 lub 70. Ponadto miała powiększony zbiornik oleju w nosie, co spowodowało lekką modyfikację osłony, oraz chowane kółko ogonowe. Większość egzemplarzy tej wersji przystosowano do działań w warunkach tropikalnych. Osiągała prędkość maksymalną 664 km/h na 7400 m, prędkość przelotową 632 km/h na 9450 m, pułap 13 410 m i zasięg 3200 m. Produkowana seryjnie od listopada 1942 roku. Zbudowano 471 sztuk. W jednostkach często montowano pod skrzydłami, w niewielkiej owiewce, dodatkowe aparaty. Na jednej maszynie podjęto próby osiągnięcia maksymalnej prędkości w nurkowaniu w Farnborough. 27 kwietnia 1944 r. na samolocie o numerze EN409 osiągnięto prędkość aż 975 km/h co odpowiadało liczbie Macha 0,89 i spowodowało oderwanie się śmigła i zdeformowanie skrzydeł. Pilot S/Ldr Martindale zdołał jednak tak uszkodzonym samolotem wylądować w Farnborough.

### Mk XII – Typ 366
Pierwsza wersja z silnikiem Griffon. Silnik ten miał większą pojemność skokową 36 l, podczas gdy Merlin 27 l, ale był zbudowany w tym samym układzie – 12 cylindrowy V. Obracał się jednak w przeciwnym kierunku. Był jednak tylko 7,5 cm dłuższy, 270 kg cięższy i w przekroju tylko o 6% większy niż Merlin. Śmigło było czterołopatowe. Pod koniec 1941 roku zbudowano 2 maszyny z tym silnikiem i oznaczono je jako Mk IV, miały silnik Griffon IIB z jednostopniową sprężarką i chowane kółko ogonowe oraz skrzydła o normalnej rozpiętości. Wzmocniono przy tym, by móc zamontować ten silnik, podłużnice w kadłubie i zmieniono mocowanie silnika. Pierwszą maszynę, DP845, oblatano 27 listopada 1941 roku. Z uwagi na dłuższy silnik, długość samolotu wzrosła do 9,30 m. Planowano, że wersja seryjna maszyny będzie uzbrojona albo w 2 działka 20 mm i 4 km 7,7 mm albo w 4 działka 20 mm. Zamontowano nawet na tym prototypie makiety 6 działek, ale potem wrócono do konfiguracji 2 działka i 4 km. Wkrótce oznaczenie prototypu, DP845, zmieniono na Mk XX, ponieważ oznaczenie Mk IV przydzielono wersji rozpoznawczej PR.ID. A potem na Mk XII, stając się prototypem tej wersji.

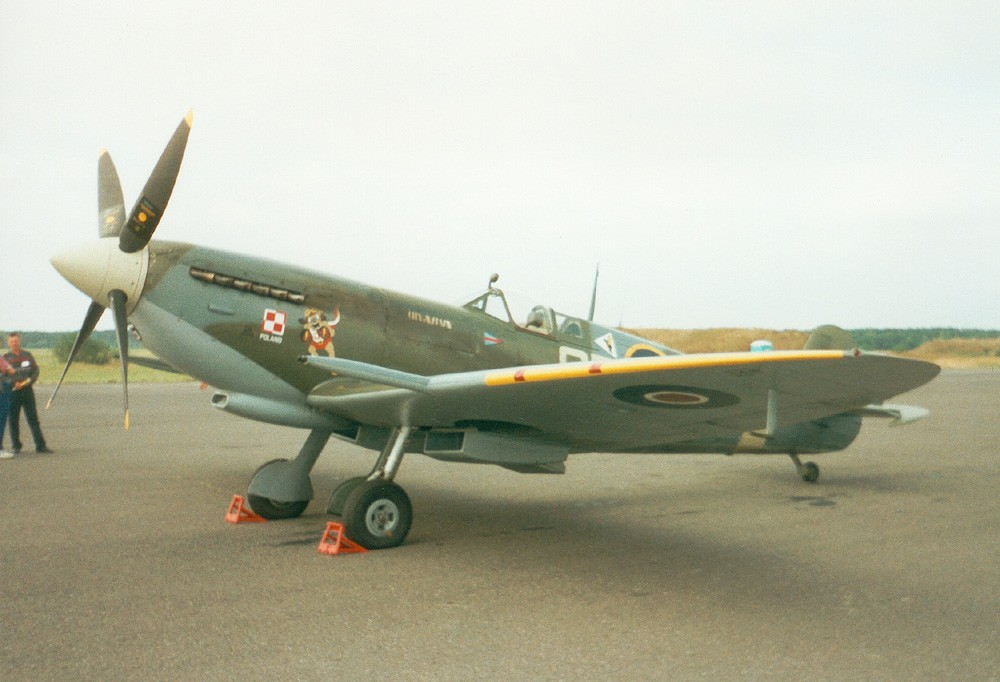
Samolot Supermarine Spitfire w barwach 316 Dywizjonu Myśliwskiego. Malowanie samolotu używanego przez Aleksandra Gabszewicza

Drugi prototyp, DP851, oblatano 8 sierpnia 1942 roku. Jego konstrukcja w porównaniu do DP845 uległa wzmocnieniu. Zainstalowano na nim potem silnik Griffon 61 i stał prototypem wersji Mk 21.
Maszyna DP845 wzięła udział w lipcu 1942 roku w wyścigu z Hawker Typhoon i FW190, w locie na małej wysokości i wygrał go, co było dość niespodziewane dla obserwatorów. Maszyna ta potem przechodziła próby i dokonywano na niej modyfikacji. Wypuszczono krótką serię maszyn tej wersji, 100 sztuk. Produkcję rozpoczęto od października 1942 roku. Płatowiec początkowo bazował na wersji Mk V, a potem na wersji Mk VIII. Były one napędzane silnikiem Griffon III lub IV, które zapewniały bardzo dobre osiągi na małych i średnich wysokościach, ale na dużych były gorsze od wersji Mk IX. Zrezygnowano z chowanego kółka ogonowego. Skrócono końcówki skrzydeł, przystosowując je lepiej do działań na małych wysokościach.

### PR Mk XIII
Wersja rozpoznawcza bazująca na wersji PR.IG, ale napędzana silnikiem Merlin 32, zoptymalizowanym do działań na małych wysokościach. Pozostawiono w niej uzbrojenie złożone z 4 km. W 1943 roku przebudowano w ten sposób 26 (lub nawet 32) maszyny wersji PR Type G, Mk II i w większości Mk V. Używano jej do działań rozpoznawczych w czasie lądowania w Normandii w 1944 roku.

### Mk XIV – Typ 373
Wersja Mk XII z silnikiem Griffon, pokazała możliwości samolotu, była lepsza od innych wersji na małych i średnich wysokościach, ale była gorsza na dużych od wersji Mk IX. Dlatego poszukiwano dalszej poprawy właściwości na dużych wysokościach. Rozwiązaniem była wersja Mk XIV. Powstała przez zamontowanie na 5 płatowcach (JF316 do JF320) wersji Mk VIII, silnika Griffon 61, który miał już dwustopniową sprężarkę co poprawiło osiągi na dużych wysokościach. Śmigło było pięciołopatowe. Początkowo statecznik był standardowy, ze spiczastym zakończeniem, jak w późnych Mk VIII. Ale potem okazało się, że z uwagi na silnik potrzebny jest inny statecznik. Powiększono go i obniżono zarazem oraz zmieniono jego obrys. Produkcję rozpoczęto od października 1943 roku. Zbudowano 957 maszyn. Pierwsze maszyny tej wersji miały silnik Griffona 61, ale potem zastąpiono go silnikiem Griffon 65. Na jednym egzemplarzu Mk VIII, przebudowanym do Mk XIV, zamontowano silnik Griffon 65 z przeciwbieżnymi śmigłami. Na jesieni 1944 roku powstała odmiana myśliwsko-rozpoznawcza FR.XIV z zamontowanym dodatkowo w tyle kadłuba aparatem fotograficznym i dodatkowym zbiornikiem paliwa na 148 litrów. Początkowo stosowano w tej wersji skrzydła typu C, ale w lecie 1944 zaczęto produkować ją z takimi samymi zmianami jak w wersji Mk IX w tym skrzydłem typu E i obniżonym kadłubem za kabiną i kroplową osłonę kabiny, poprawiającą widoczność do tyłu oraz uzbrojeniem złożonym z 2 × 20 mm i 2 × 12,7 mm. Do walk z pociskami V-1, w celu zwiększenia prędkości na małych wysokościach, użyto w tej wersji paliwa 150 oktanowego i zwiększono ciśnienie ładowania silnika. Dało to przyrost prędkości o 50 km/h, do 640 km/h na wysokości 600 m.

### Mk XV i XVII
Nie nadawano tych oznaczeń, aby uniknąć pomyłki z tak oznaczonymi wersjami Seafire’a, pokładowej odmiany Spitfire’a.
Mk XVI – Typ 361

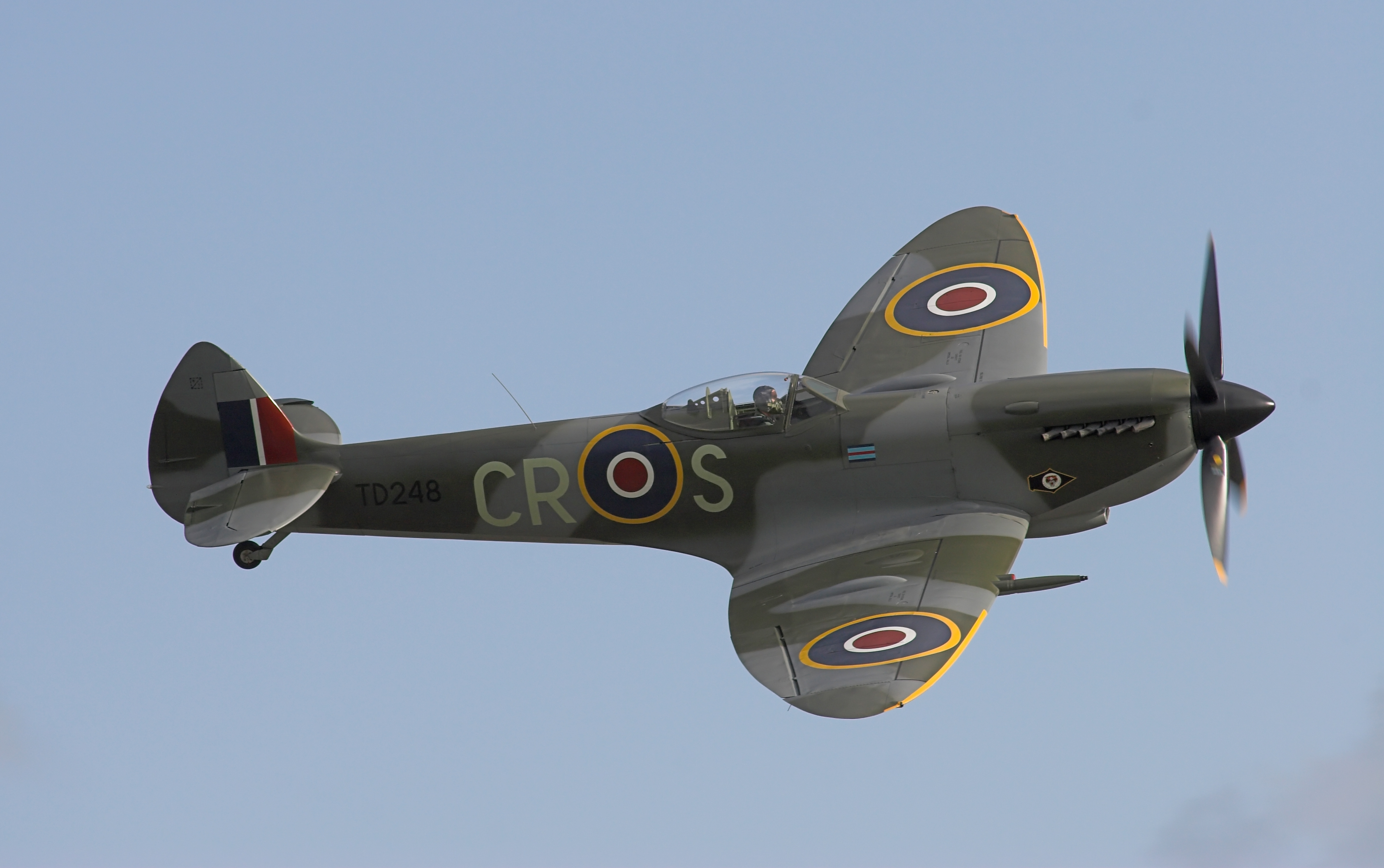
Supermarine Spitfire Mk XVI

Wersja ta, to właściwie wersja Mk IX, wyposażona tylko w zoptymalizowany do pracy na małych wysokościach silnik. Wszystkie maszyny tej wersji, miały skrzydła typu E o skróconych końcówkach (LF Mk XVI). Zastosowano na niej kadłubowy zbiornik paliwa o pojemności powiększonej do 213 litrów. Ponadto podobnie jak w wersji Mk IX, w tyle kadłuba zamontowano dodatkowy zbiornik na paliwo o pojemności 314 litrów, który normalne nie był wykorzystywany z uwagi na znaczne pogorszenie własności lotnych samolotu, a tylko w razie potrzeby znacznego zwiększenia zasięgu. Od lutego 1945 roku, zaczęto produkować maszyny z obniżonym tyłem kadłuba i kroplową osłoną kabiny. W związku z tym miały one dodatkowy zbiornik paliwa w tyle kadłuba o zmniejszonej pojemności do 300 litrów. Zbudowano 1054 sztuk.

### Mk XVIII (Mk 18) – Typ 394
Wersja ta powstała na bazie płatowca wersji Mk XIV ze skrzydłem typu E i tym samym silnikiem Griffon 65 o mocy 2035 KM, ale wzmocnioną konstrukcją skrzydeł, kroplową osłoną kabiny. Powstała w połowie 1945 roku, pierwszy egzemplarz oblatano w czerwcu 1945 roku. Zbudowano 300 sztuk.
Część maszyn przerobiono na wersję myśliwsko-rozpoznawczą FR.18, montując w tylnej części kadłuba dwa zbiorniki paliwa po 140 litrów oraz trzy aparaty fotograficzne.

### PR 19 – Typ 389 i 390
Ostatnia wersja rozpoznawcza, powstała na podstawie wersji Mk XIV – płatowiec i silnik i Mk XI – zbiorniki paliwa w skrzydłach i aparatura fotograficzna. Nie miała uzbrojenia. Pierwsze 25 maszyn oznaczono jako typ 389. Od 26 maszyny wprowadzono ciśnieniową kabinę oraz jeszcze bardziej zwiększono pojemność zbiorników paliwa, do 387 litrów każdy, co dało w tych egzemplarzach pojemność 3,5 raza większą (łącznie 1152 litrów) niż w prototypie z 1935 roku. Te maszyny miały oznaczenie Typ 390. Zbudowano 225 maszyn. Pierwsze maszyny weszły do służby w maju 1944 roku i zastąpiły tam wersję Mk XI. Służyły do 1954 roku. Maszyna zazwyczaj wykonywała loty z prędkością 595 km/h na wysokości 12 200 m, co skutecznie chroniło ją przed myśliwcami przeciwnika. Samolot mógł osiągać pułap nad Europą do 13 000 m, a w tropikach jeszcze więcej. Po wojnie, na tej wersji osiągano pułap nawet 14 900 m. A 5 lutego 1952 roku, na maszynie z 81 dywizjonu z Hongkongu, osiągnięto pułap 15 710 m i prędkość maksymalną 1110 km/h, czyli 0,97 Macha.

### Mk XX
Oznaczenie to nosiły dwie maszyny, pierwotnie oznaczone jako Mk IV, potem przemianowano ich oznaczenie na Mk XX. W końcu jeden z nich stał się prototypem wersji Mk XII a drugi wersji Mk 21.

### Mk 21 – Typ 356
Kiedy na samolocie Spitfire zamontowano silnik Griffon, stało się jasne, że aby wykorzystać w pełni jego możliwości należy zmienić konstrukcję samolotu, i to zasadniczo. Stało się to w wersji Mk 21. W 1942 roku drugą z maszyn prototypowych Mk IV z silnikiem Griffon, DP851, potem oznaczonych jako Mk XX, wyposażono w silnik Griffon 61 zamiast Griffon IIB i oznaczono w grudniu 1942 roku jako Mk 21. Miała ona jeszcze zwykłe skrzydło, ale o zmienionej, wzmocnionej konstrukcji i grubszym poszyciem. Zmieniono dalej wiatrochron i ster kierunku, na taki jak w Mk XIV. Początkowo maszyna ta miała śmigło czterołopatowe, ale po pewnym czasie zastąpiono je pięciołopatowym. Masa startowa tej maszyny wynosiła 4080 kg. Rozwijał prędkość maksymalną 732 km/h na wysokości 7800m. Prędkość wznoszenia na wysokości 2350 m wynosiła 24,5 m/s a czas wznoszenia na 9000 m – 7 min 51 sekund. Pułap wynosił 13 000 m. Maszyna ta została złomowana w maju 1943 r. 24 lipca 1943 r. został oblatany właściwy prototyp wersji Mk 21, PP139. Powiększono w nim lotki o 5% i były one dłuższe. Skrzydła się wydłużyły i ich powierzchnia wzrosła. Spowodowało to zdecydowaną zmianę obrysu skrzydła w stosunku do pozostałych wersji Spitfire. Zwiększono pojemność zbiorników paliwa w skrzydłach do 153 litrów. Rozsunięto podwozie o 39 cm i jego golenie wydłużono o 11,5 cm oraz było całkowicie osłonięte osłonami, oraz wprowadzono mechanizm jego skracania o 20 cm, tak aby mieściło się we wnękach w skrzydle. Zastosowano dzięki temu śmigło 5-łopatowe Rotol o większej średnicy, 3,35 m. Uzbrojenie stanowiły 4 działka 20 mm, usunięto karabiny maszynowe. Początkowo maszyna ta miała usterzenie jak w prototypach wersji Mk XIV, ale potem zamontowano na niej powiększone usterzenie jak w seryjnych Mk XIV. Samolot przechodził próby jesienią 1943 r., ale z uwagi na problemy z silnikiem nie udało się ich ukończyć. Pierwszą seryjną maszynę tej wersji (LA187) oblatano w 15 marca 1944 roku. Miała ona ostro zakończone końcówki skrzydeł i usterzenie jak w wersji Mk XIV. Wszystkie powyższe zmiany spowodowały jednak pogorszenie właściwości lotnych samolotu. Próby maszyny LA201 przeprowadzono pod koniec 1944 i wykazały jeszcze gorsze właściwości niż maszyna PP139. Kolejne badania potwierdziły złe charakterystyki samolotu i nie dopuszczono wersji Mk 21 do lotów bojowych do czasu rozwiązania tych problemów. Wywołało to zamieszanie w wytwórni, ponieważ była już gotowa linia produkcyjna tej wersji na 3000 sztuk. Aby to wyeliminować, wprowadzono zmiany w konstrukcji usterzenia, poprzez zmianę trymera na usterzeniu pionowym oraz wzmocnienie konstrukcji usterzenia poziomego. Próby przeprowadzone w marcu 1945 roku na maszynie LA215, wykazały zdecydowaną poprawę właściwości samolotu i uznano go z tymi zmianami za zdatny do służby. Zbudowano 120 sztuk tej wersji, resztę zamówienia z uwagi na koniec wojny anulowano. Kilka egzemplarzy miało silnik Griffon 85 z przeciwbieżnymi trójłopatowymi śmigłami. Loty na nich wykazały zdecydowaną poprawę stateczności maszyny, tak iż nie trzeba było używać w ogóle trymera na usterzeniu pionowym. Silnik z tymi śmigłami jednak nie nadawał się jeszcze do produkcji seryjnej, dochodziło bowiem często do awarii śmigła.

### Mk 22 – Typ 356
Wersja ta w stosunku do wersji Mk 21 miała obniżony tył kadłuba i kroplową osłoną kabiny. Zwiększono ponadto napięcie w układzie elektrycznym z 12 V do 24 V. Pierwszy egzemplarz oblatano w marcu 1945 roku. Początkowo miała takie samo usterzenie jak Mk 21, ale potem zastosowano powiększone, jak w Spiteful, co spowodowało powiększenie długości samolotu do 9,73 m. Poprawiło to też właściwości samolotu, dlatego przyjęto je za standardowe w kolejnych wersjach. Zbudowano 287 sztuk. Wersji tej używano w RAF do 1951 roku.

### Mk 23
Wersja ta, nigdy nie budowana, miała mieć skrzydło o zmienionym przekroju i laminarnym profilu. Zmiany te wypróbowano na jednym Mk VIII (JG204), modyfikując połączenie skrzydła z kadłubem, co miało poprawić opływ powietrza i zmniejszyć jego zawirowania. Maszynę tę oblatano w styczniu 1944 roku. Właściwości lotne uległy znacznemu pogorszeniu, więc nie rozwijano dalej tej wersji.

### Mk 24 – Typ 356
Była to ostatnia wersja Spitfire’a. Bazowała konstrukcyjnie na wersji Mk 22. Miała dwa dodatkowe zbiorniki paliwa (po 148 l) w tyle kadłuba. Pod skrzydłami miała zaczepy do podwieszania rakiet. Miała też usterzenie ogonowe takie, jak ostatnie egzemplarze wersji Mk 22 oraz Spiteful. Ostatnie egzemplarze uzbrojone były w nowe działka Hispano Mk V kal. 20 mm o krótszej i całkowicie osłoniętej lufie. Ostatni egzemplarz Mk 24 (WN496) ukończono w lutym 1948 roku. Zbudowano 54 maszyny tej wersji, w tym 27 przebudowano z Mk 22.
Ostatnimi samolotami z rodziny Spitfire były Spiteful i Seafang.

## Spitfire w polskich muzeach

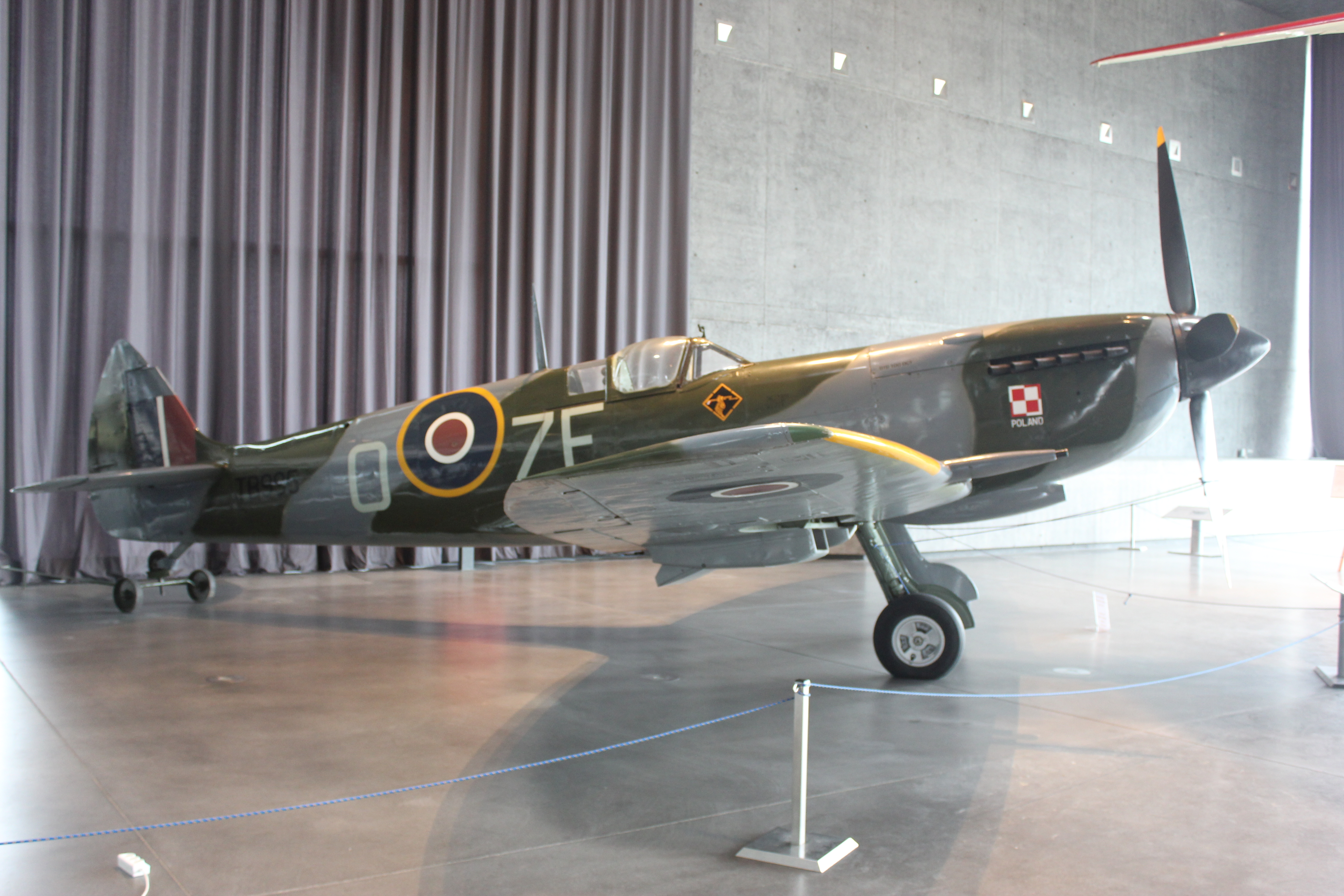
Supermarine Spitfire w zbiorach Muzeum Lotnictwa Polskiego w Krakowie

W Muzeum Lotnictwa Polskiego w Krakowie eksponowany jest egzemplarz Supermarine Spitfire LF Mk XVIE.
W połowie października 1945 roku do Warszawy na wystawę wysłano trzy samoloty Spitfire, ale jeden wylądował omyłkowo na poznańskim lotnisku Ławica, zajętym wówczas przez jednostkę sowiecką, która lądowanie potraktowała jako naruszenie przestrzeni powietrznej. Po kilku dniach przetrzymywania pilota zezwolono mu na powrót do brytyjskiej strefy okupacyjnej Niemiec. Dwa Spitfire’y XVI ze znakami taktycznymi Q-JH z dywizjonu 317 oraz QH-Z z dywizjonu 302 zostały wypożyczone na Wystawę Lotniczą RAF zorganizowaną w 1945 roku w Muzeum Narodowym w Warszawie. Samoloty były wystawione na podjeździe do Muzeum Narodowego. Po zakończeniu wystawy samoloty zostały przekazane w 1946 roku do Muzeum Wojska Polskiego w Warszawie. W roku 1950 Główny Zarząd Polityczny Wojska Polskiego, któremu podlegało Muzeum Wojska Polskiego, wydał rozkaz zezłomowania samolotów. Pod koniec 1950 roku grupa podoficerów z Technicznej Szkoły Lotniczej na Boernerowie otrzymała rozkaz zdemontowania eksponatów i przewiezienia na złomowisko, jako reliktów imperializmu. Część przyrządów pokładowych udało się jednak uczniom szkoły wynieść z terenu, gdzie pocięte już samoloty były składowane.